# The Fens

Carte des Fens.

Fenland, aussi appelé Fens ou Fenlands —plus rarement francisé en Fagnes anglaises—, est une région de l'est de l'Angleterre. C'était autrefois une région marécageuse, mais les marais, asséchés progressivement au cours des siècles, ont laissé place aux champs. Elle s'étend principalement autour de l'estuaire du Wash, dans les comtés cérémoniaux du Lincolnshire, du Cambridgeshire et du Norfolk.
Durant l'époque médiévale, le caractère isolé de la région entraîna la fondation de plusieurs maisons religieuses, notamment les monastères d'Ely, de Thorney, de Croyland, de Ramsey et de Peterborough, collectivement surnommés les « Fen Five ».

## Archéologie
Thomas Maylin Vipan était connu pour ses contributions à l'archéologie locale du Cambridgeshire, en particulier dans la région des Fens. Il a été le propriétaire du casque de Witcham Gravel.

## Dans la fiction
- Les romans de l'historienne anglaise Ariana Franklin (de son vrai nom Diana Norman) en font souvent état dans sa série mettant en scène Adélia Aguilar (éditions 10/18, Grands détectives).
- James Hilton situe son roman Goodbye, Mr. Chips, paru en 1934, dans le village fictif de Brookfield, situé dans cette région.
- Dans la série Games of Thrones, Petyr Baelish est né dans la « région des Cinq doigts », qui peut être une transposition dans la fiction des Fens.
- Dans la trilogie À la croisée des mondes de Philip Pullman, c'est dans cette région que les gitans d'Angleterre se rassemblent pour prendre des décisions importantes.
- Dans le roman Le temps fut d'Ian McDonald, l´action principale se déroule dans les Fens.
- Le roman Le Pays des eaux (1983) de Graham Swift se déroule principalement dans les Fens.